# Kamopanorpa grossa
Kamopanorpa grossa is een fossiele soort schietmot uit de familie Microptysmatidae.